# Dimitri Senio
Pas d'image ? Cliquez ici

a Compétitions nationales et continentales officielles uniquement.

Dernière mise à jour le 13 octobre 2015.
Dimitri Senio, né le 16 mai 1977 à Auckland (Nouvelle-Zélande), est un joueur de rugby à XV néo-zélandais ayant évolué aux postes de centre ou ailier. 

## Biographie
Ses deux frères furent également joueurs de rugby professionnels, et jouèrent aussi dans le Top 14 : John et Kevin.

## Carrière
- Auckland  Nouvelle-Zélande
- 2000-2002 : CA Sarlat  France
- 2002-2003 : Blagnac SCR  France
- 2003-2008 : SC Albi  France : 70 matchs, 5 essais
- 2008-2012 : Stade montois  France : 88 matchs, 2 essais

## Palmarès

### En club
- Vainqueur des phases finales du championnat de France de Pro D2 : 2006, 2012